# Molophilus errabunga
Molophilus errabunga là một loài ruồi trong họ Limoniidae. Chúng phân bố ở miền Australasia.